# 確定日付
確定日付（かくていひづけ、仏: date certaine）は、証書の作成日として確定されている日付をいう。確定日付を付与された証書を確定日付ある証書と呼ぶ。

## 概要
私人が作成する文書は、作成日付を偽装することが容易な場合が多い。業務日誌など単独で作成する文書については過去日を作成日として記述することは容易であり、二者間で結ぶ契約書の類であっても、両者が通謀すれば当該契約書を過去に作成したように装うことが可能である。
そこで法律上、文書について一定の手続を踏んだ場合等において作成日付について完全な証拠力を認める制度が設けられており、当該制度を利用すると、作成日付が争いとなったときにその証明が容易になる。また、指名債権譲渡の対抗要件は確定日付ある証書による通知または承諾とされている（民法467条2項）など、法律によってこの制度の利用が必要となる場合もある。

## 民法施行法の規定

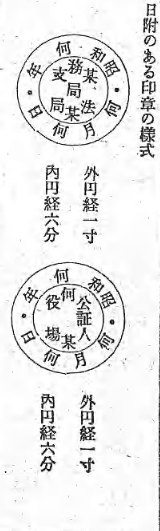
登記所または公証人役場において押印される日付ある印章の様式

どのような場合に確定日付が認められるかは、民法施行法5条1項各号に定められている。このうち最も頻繁に利用されるのは2号の公証人による私署証書への確定日付の付与および6号の内容証明郵便の制度である。
1. 公正証書（その日付をもって確定日付とする）
2. 登記所または公証人役場において私署証書に日付ある印章を押捺したとき（その印章の日付をもって確定日付とする）
3. 私署証書の署名者中に死亡した者があるとき（その死亡の日より確定日付があるものとする）
4. 確定日付ある証書中に私署証書を引用した場合（その証書の日付をもって私署証書の確定日付とする）
5. 官庁または公署において私署証書にある事項を記入し日付を記載したとき（その日付をもって確定日付とする）
  - 日本郵政公社においてある事項を記入し日付を記載した私署証書も同様とされていたが、民営化に伴いこの規定が削除された（郵政民営化法等の施行に伴う関係法律の整備等に関する法律（平成17年法律第102号）3条。経過措置は、同法附則57条）
6. 郵便認証司が郵便法の規定により内容証明の取扱いに係る認証をしたとき（郵便法の規定に従い記載した日付をもって確定日付とする）

電磁的記録については民法施行法5条2項・3項により、指定公証人が設けた公証人役場において請求に基づき電磁的記録に記録された情報に日付情報を電磁的方式により付したときは、当該電磁的記録に記録された情報は確定日付ある証書とみなされ、日付情報の日付をもって確定日付とされる。ただし、公務員が職務上作成した電磁的記録以外のものに付したときに限る。

## 民法施行法5条1項2号の登記所（法務局）または公証人による私署証書への確定日付の付与の要件等

### 要件・審査
確定日付を取得するためには
1. 私文書であること
2. 文書作成者の署名もしくは記名押印がなされていること
3. 形式上完成している文書であること
4. 私文書の記載内容が法律や公序良俗に反するものであったり，無効な事項を記載したものではないこと

などの要件を満たす必要がある。
公証人及び法務局ではこれら事項について一定の範囲での審査がされることになっている。（登記研究質疑応答595号）

### 確定日付の付与申請手続き
確定日付の付与申請は作成者自身に限られず代理人・使者においてもすることができる。

登記所においては、不動産登記部門が担当している。
なお、法務局または公証人に対する手続きのため、これらを他人から依頼を受け業として行うには司法書士、弁護士の資格が必要な場合がある。